# Sarcohyla mykter
Espèce
Statut de conservation UICN

 EN B1ab(iii) : En danger
Synonymes
- Hyla mykter Adler & Dennis, 1972
- Plectrohyla mykter Faivovich, Haddad, Garcia, Frost, Campbell, and Wheeler, 2005

Sarcohyla mykter est une espèce d'amphibiens de la famille des Hylidae.

## Répartition
Cette espèce est endémique de l'État de Guerrero au Mexique. Elle se rencontre entre 1 985 et 2 520 m d'altitude sur le cerro Teotepec dans la sierra Madre del Sur,.

## Publication originale
- Adler & Dennis, 1972 : New tree frogs of the genus Hyla from the cloud forests of western guerrero, Mexico. Occasional Papers of the Museum of Natural History University of Kansas, vol. 7, p. 1-19 (texte intégral).